# Lagunas, Honduras
Lagunas är en ort i Honduras.   Den ligger i departementet Departamento de Lempira, i den västra delen av landet, 150 km väster om huvudstaden Tegucigalpa. Lagunas ligger 1 008 meter över havet och antalet invånare är 986.
Terrängen runt Lagunas är kuperad. Runt Lagunas är det ganska glesbefolkat, med 39 invånare per kvadratkilometer. Närmaste större samhälle är La Iguala, 1,8 km öster om Lagunas.  